# 인본주의자 선언문
인본주의자 선언문(The Humanist Manifesto)은 인본주의자의 세계관으로 설계한 세 개의 선언문의 제목이다.
- 1933년 제1차 인본주의자 선언문 : 존 듀이를 포함한 34명의 서명자가 있다. 인본주의를 이전의 초자연적인 종교를 대체하는 새로운 종교로 규정하였다.
- 1973년 제2차 인본주의자 선언문: 폴 커츠등이 작성한 것으로, 인종차별 반대, 대량학살 반대, 강력한 인권부여 등을 추가하였다.
- 2003년 제3차 인본주의자 선언문: 미국 인본주의자 협회(America Humanist Association)에 의해 작성된 것으로, 보다 더 축약적인 7가지로 규정하였다.

기타로, 세속적 인본주의자 선언문(Secular Humanist Manifesto)이 있는데, 폴 커츠 등이 작성하였고, 10가지로 구성되었다.